# KZDMA43
KZDMA43 è una District Management Area della municipalità distrettuale di Sisonke.
L'area si trova all'interno della municipalità locale di Kwa-Sani e il suo territorio ricade all'interno del Mkhomanzi Wilderness Nature Reserve. e si estende su una superficie di 1.231 km².

## Fiumi
- Boesmans
- Lotheni
- Mkomazi
- Mqatsheni
- Ndawana
- Nhlathimbe
- Pholena